# Colletes comberi
Colletes comberi är en biart som beskrevs av Cockerell 1911. Colletes comberi ingår i släktet sidenbin, och familjen korttungebin. Inga underarter finns listade i Catalogue of Life.